# Batalla de Harenc
La batalla de Harenc la disputaron el 12 de agosto del 1164 cerca de un castillo situado en la actual villa de Harem las fuerzas de Nur-ad-Din Mahmud y un ejército cruzado del Condado de Trípoli y del Principado de Antioquía con el apoyo de tropas del Imperio Romano de Oriente y de Armenia. Nur ad-Din obtuvo la victoria y capturó a muchos cruzados.

## Antecedentes
El año 1163 el rey Amalarico I de Jerusalén emprendió una campaña de invasión de Egipto, hecho que dejó los Estados cruzados indefensos ante cualquier ataque procedente del este. Nur ad-Din aprovechó la coyuntura para invadir Trípoli, pero un grupo de templarios y peregrinos que iban acompañados de un contingente bizantino lo sorprendieron en las cercanía de al-Buqaia, lo derrotaron con facilidad, y casi lo mataron. Esto acrecentó los deseos de Nur ad-Din de vencer a sus vecinos cristianos, por venganza. El año 1164 se trasladó hacia el norte, a Antioquía, donde se le sumaron las tropas que le enviaba su hermano Qutb-ad-Din Maudud, atabeg de Mosul. También recibió refuerzos de sus vasallos de Alepo y Damasco y de los artúquidas de al-Yazira; juntos fueron a atacar la fortaleza de Harenc. Según dice Guillermo de Tiro, Nur ad-Din empleó máquinas de asedio y asaltó el castillo con tanta furia que los sitiados no tuvieron respiro.

## La batalla
Reginald de Saint Valery, señor de Harenc, pidió ayuda a Raimundo III de Trípoli, que envió a Bohemundo III de Antioquía y Joscelino III de Edesa a distraer la atención de los sitiadores. También fue con ellos Constantino Calamano, gobernador bizantino de Cilicia. De Armenia llegaron asimismo Teodoro y Melias. Otros señores que acudieron fueron Hugo VIII de Lusignan, conde de La Marca y padre de Guido de Lusignan, y Godofredo Martel, hermano de Guillermo III de Angulema, que habían llegado a la región hacía unos meses como peregrinos. 
Nur ad-Din se preparó para levantar el asedio cuando llegaron los socorros; los cruzados se confiaron por la victoria que habían obtenido antes en al-Buqaia, y buscaron imprudentemente el choque con el enemigo. Las tropas de Nur ad-Din se volvieron para hacerles frente, los repelieron y contraatacaron, empujándolos hacia un humedal donde los inmovilizaron y les infligieron grandes bajas.  
Es posible que la retirada de Nur ad-Din fuera una mera maniobra para atraer al enemigo en su persecución, pero también es posible que huyera de verdad, puesto que si hubiese mantenido el cerco es probable que los socorros lo hubiesen derrotado. En opinión de Guillermo de Tiro, la acción de los cruzados fue una imprudencia y solo los armenios Teodoro y Melias, que habían adivinado la maniobra de los turcos, escaparon del desastre. Constantino Calamano, Hugo, Raimundo, Bohemundo y Joscelino fueron apresados y encarcelados en Alepo. Según Alí ibn al-Athir, en la batalla perecieron diez mil cruzados.

## Consecuencias de la batalla
Nur ad-Din retomó el asedio y conquistó la fortaleza de Harenc unos días más tarde. Dado que el rey Amalarico seguía ausente en territorio egipcio y que sus principales vasallos estaban cautivos, los tres estados cruzados quedaron sin señor. Nur ad-Din no osó atacar Antioquía para no desencadenar una respuesta del Imperio Romano de Oriente, puesto que el emperador todavía la consideraba de su propiedad. Cuando su gente lo criticó por ello, respondió: «Prefiero tener a Bohemundo como vecino que al emperador bizantino». Marchó pues a conquistar Banias. Amalarico abandonó finalmente la campaña egipcia y marchó hacia el norte acompañado por Teodorico de Alsacia, para contrarrestar la presión de Nur ad-Din en el Principado de Antioquía. Bohemundo fue liberado del cautiverio en el 1165, pero Raimundo permaneció encarcelado hasta el 1173.